# Gabriel Alejandro Hidalgo
 Gabriel Alejandro Hidalgo  (nacido el 6 de agosto de 1990) es un tenista profesional de Argentina.

## Carrera
Su mejor ranking individual es el Nº 311 alcanzado el 14 de abril de 2014, mientras que en dobles logró la posición 470 el 14 de octubre de 2013.
No ha logrado hasta el momento títulos de la categoría ATP ni de la ATP Challenger Tour, aunque sí ha obtenido varios títulos Futures tanto en individuales como en dobles.